# 卡韦松德拉谢拉
卡韦松德拉谢拉，是西班牙卡斯蒂利亚-莱昂布尔戈斯省的一个市镇。总面积22平方公里，总人口74人（2001年），人口密度3人/平方公里。